# Селвоне (Изернија)
Селвоне је насеље у Италији у округу Изернија, региону Молизе.
Према процени из 2011. у насељу је живело 125 становника. Насеље се налази на надморској висини од 592 м.